# Provincia de Kazusa
La provincia de Kazusa (上総国, Kazusa-no kuni) fue una provincia japonesa que en la actualidad correspondería con la prefectura de Chiba. La provincia estaba localizada en la parte central de la península de Bōsō. Su nombre abreviado fue Sōshū (総州) o Nansō (南総). 
La provincia era bordeaba por la provincia de Shimōsa al norte, el océano Pacífico al este, la provincia de Awa al sur y la bahía de Tokio al oeste. 
Kazusa fue una de las provincias de Tōkaidō. Bajo el sistema de clasificación Engishiki, Kazusa era considerada como un "gran país" (大国) en términos de importancia y un "país lejano" (遠国) en términos de distancia a la capital. 
Junto con Kōzuke e Hitachi, fue originalmente una de las provincias donde el príncipe imperial se asignaba como gobernador  (国司, Kosushi).

## Historia
Kazusa fue originalmente parte de un territorio mayor llamado provincia de Fusa (総国, Fusa-no-kuni), la cual se dividió en dos durante el reinado del Emperador Kōtoku en Kazusa (Fusa Alta) y Shimōsa (Fusa Baja). La provincia de Fusa era muy conocida en la corte imperial del periodo Nara por sus tierras fértiles.
En el año 718, el distrito de Awa fue separado de la provincia de Kazusa y elevado a la categoría de provincia de Awa. En el año 741 Awa fue fusionado de nuevo con Kazusa, pero la provincia de Awa fue separado definitivamente de Kazusa en el año 757.
En 1871 con la abolición del sistema Han, la superficie de la provincia de Kazusa se convirtió en diferentes prefecturas poco duraderas hasta el 15 de junio de 1873, cuando se creó la prefectura de Chiba que sobreviviría hasta la actualidad.